# Tournoi d'ouverture du championnat du Guatemala de football 2012
 (décembre 2023).
Si vous disposez d'ouvrages ou d'articles de référence ou si vous connaissez des sites web de qualité traitant du thème abordé ici, merci de compléter l'article en donnant les références utiles à sa vérifiabilité et en les liant à la section « Notes et références ».
Navigation
Saison précédente Saison suivante
Le Tournoi Apertura 2012 est le vingt-huitième tournoi saisonnier disputé au Guatemala.
C'est cependant la 74e fois que le titre de champion du Guatemala est remis en jeu.
Lors de ce tournoi, le Xelaju MC a tenté de conserver son titre de champion du Guatemala face aux onze meilleurs clubs guatémaltèques.
Chacun des douze clubs participant était confronté deux fois aux onze autres équipes. Puis les huit meilleurs se sont affrontés lors d'une phase finale à la fin du tournoi.
Seulement une place était qualificative pour la Ligue des champions de la CONCACAF.

## Les 12 clubs participants
| \| CSD Comunicaciones CSD Municipal CD Heredia Deportivo Malacateco Deportivo Marquense Deportivo Mictlán CSD Comunicaciones CSD Municipal Universidad SC Peñarol La Mesilla Deportivo Petapa Deportivo Suchitepéquez Xelaju MC I Juventud Escuintleca \| Localisation des clubs engagés dans le championnat. |
| CSD Comunicaciones CSD Municipal CD Heredia Deportivo Malacateco Deportivo Marquense Deportivo Mictlán CSD Comunicaciones CSD Municipal Universidad SC Peñarol La Mesilla Deportivo Petapa Deportivo Suchitepéquez Xelaju MC I Juventud Escuintleca                                                           |

Ce tableau présente les douze équipes qualifiées pour disputer le championnat 2012-2013. On y trouve le nom des clubs, le nom des stades dans lesquels ils évoluent ainsi que la capacité et la localisation de ces derniers.
| Club                    | Stade                                | Capacité | Ville             |
| CSD Comunicaciones      | Stade Mateo Flores                   | 30 000   | Guatemala City    |
| Juventud Escuintleca    | Stade Ricardo Muñoz Gálvez           | 3 000    | Escuintla         |
| CD Heredia              | Stade Julián Tesucún                 | 8 000    | San José          |
| Deportivo Malacateco    | Stade Santa Lucía                    | 7 000    | Malacatán         |
| Deportivo Marquense     | Stade Marquesa de la Ensenada        | 10 000   | San Marcos        |
| Deportivo Mictlán (en)  | Stade La Asunción                    | 3 000    | Asunción Mita     |
| CSD Municipal           | Stade Mateo Flores                   | 30 000   | Guatemala City    |
| Peñarol La Mesilla (en) | Stade Los Cuchumatanes               | 5 340    | Huehuetenango     |
| Deportivo Petapa (en)   | Stade Municipal de San Miguel Petapa | 7 000    | San Miguel Petapa |
| Deportivo Suchitepéquez | Stade Carlos Salazar Hijo            | 12 000   | Mazatenango       |
| Universidad SC          | Stade Revolución                     | 4 000    | Guatemala City    |
| Xelaju MC               | Stade Mario Camposeco                | 11 000   | Quetzaltenango    |

## Compétition
Le tournoi Apertura se déroule de la même façon que les tournois saisonniers précédents, en deux phases :
- La phase de qualification : les vingt-deux journées de championnat.
- La phase finale : les matchs aller-retour allant des quarts de finale à la finale.

### Phase de qualification
Lors de la phase de qualification les douze équipes affrontent à deux reprises les onze autres équipes selon un calendrier tiré aléatoirement.
Les huit meilleures équipes sont qualifiées directement pour les quarts de finale.
Le classement est établi sur le barème de points classique (victoire à 3 points, match nul à 1, défaite à 0).
Le départage final se fait selon les critères suivants :
- Le nombre de points.
- La différence de buts générale.
- Le nombre de buts marqué.

#### Classement
| Rang | Équipe                  | Pts | J  | G  | N | P  | Bp | Bc | Diff |
| ---- | ----------------------- | --- | -- | -- | - | -- | -- | -- | ---- |
| 1    | CSD Comunicaciones      | 50  | 22 | 15 | 5 | 2  | 39 | 16 | +23  |
| 2    | CSD Municipal           | 41  | 22 | 11 | 8 | 3  | 46 | 23 | +23  |
| 3    | Xelaju MC T             | 36  | 22 | 11 | 3 | 8  | 33 | 28 | +5   |
| 4    | CD Heredia              | 35  | 22 | 10 | 5 | 7  | 33 | 24 | +9   |
| 5    | Peñarol La Mesilla (en) | 33  | 22 | 9  | 6 | 7  | 30 | 24 | +6   |
| 6    | Deportivo Malacateco    | 28  | 22 | 7  | 7 | 8  | 26 | 25 | +1   |
| 7    | Deportivo Suchitepéquez | 28  | 22 | 7  | 7 | 8  | 36 | 40 | -4   |
| 8    | Deportivo Marquense     | 26  | 22 | 6  | 8 | 8  | 24 | 27 | -3   |
| 9    | Deportivo Petapa (en)   | 24  | 22 | 7  | 3 | 12 | 27 | 43 | -16  |
| 10   | Deportivo Mictlán (en)  | 22  | 22 | 6  | 4 | 12 | 22 | 40 | -18  |
| 11   | Universidad SC P        | 21  | 22 | 5  | 6 | 11 | 32 | 38 | -6   |
| 12   | Juventud Escuintleca P  | 19  | 22 | 5  | 4 | 13 | 23 | 43 | -20  |

| Légende : Qualifications et relégations | Légende : Qualifications et relégations          |
| --------------------------------------- | ------------------------------------------------ |
|                                         | Qualifié pour les quarts de finale               |
|                                         | T Tenant du titre P Promu de la saison 2011-2012 |

#### Matchs
| Résultats (▼dom., ►ext.)                                   | Com | Esc | Her | Mal | Mar | Mic | Mun | Peñ | Pet | Suc | Uni | Xel |
| CSD Comunicaciones                                         |     | 5-0 | 3-0 | 1-0 | 2-0 | 2-1 | 1-0 | 0-0 | 1-0 | 4-0 | 2-0 | 2-0 |
| Juventud Escuintleca                                       | 1-2 |     | 1-1 | 0-0 | 2-1 | 3-0 | 0-4 | 2-2 | 3-0 | 2-1 | 2-0 | 1-2 |
| CD Heredia                                                 | 1-0 | 3-0 |     | 2-0 | 4-0 | 2-0 | 2-2 | 3-0 | 4-1 | 2-1 | 2-1 | 2-0 |
| Deportivo Malacateco                                       | 1-2 | 2-0 | 1-1 |     | 0-0 | 1-0 | 1-1 | 2-1 | 5-0 | 1-1 | 1-1 | 2-1 |
| Deportivo Marquense                                        | 2-2 | 1-0 | 2-1 | 2-0 |     | 1-0 | 2-3 | 2-0 | 1-1 | 1-1 | 3-1 | 2-3 |
| Deportivo Mictlán (en)                                     | 0-1 | 2-1 | 2-0 | 1-0 | 1-0 |     | 1-1 | 0-1 | 3-1 | 1-1 | 3-1 | 1-3 |
| CSD Municipal                                              | 1-1 | 5-1 | 0-0 | 1-0 | 1-1 | 6-2 |     | 0-0 | 3-0 | 6-1 | 4-4 | 2-0 |
| Peñarol La Mesilla (en)                                    | 1-1 | 3-0 | 2-0 | 4-1 | 1-0 | 0-0 | 2-0 |     | 4-1 | 2-2 | 3-1 | 1-0 |
| Deportivo Petapa (en)                                      | 3-3 | 2-1 | 3-1 | 0-3 | 1-1 | 3-0 | 1-2 | 2-0 |     | 2-0 | 2-1 | 4-1 |
| Deportivo Suchitepéquez                                    | 4-1 | 4-2 | 2-0 | 1-4 | 0-0 | 3-3 | 1-3 | 3-1 | 2-0 |     | 4-1 | 2-1 |
| Universidad SC                                             | 0-1 | 1-1 | 2-2 | 4-0 | 1-1 | 7-0 | 0-1 | 1-0 | 2-0 | 2-1 |     | 2-2 |
| Xelaju MC                                                  | 1-2 | 2-0 | 1-0 | 1-1 | 2-1 | 2-1 | 2-0 | 3-2 | 2-0 | 1-1 | 4-0 |     |
| - Victoire à domicile - Match nul - Victoire à l'extérieur |     |     |     |     |     |     |     |     |     |     |     |     |

### La Phase Finale
Les huit équipes qualifiées sont réparties dans le tableau final d'après leur classement général, le premier affrontant le huitième et ainsi de suite, la même opération est effectuée une fois que l'on connait les quatre demi-finalistes pour le tirage de ce deuxième tour. L'équipe la moins bien classée accueille lors du match aller et la meilleure lors du match retour.
En cas d'égalité sur la somme des deux matchs, c'est l'équipe ayant marqué le plus de buts à extérieur qui l'emporte puis des prolongations et une séance de tirs au but ont éventuellement lieu.

#### Tableau
|  |                         |               |                      |               |                    |     |   |            |            |            |            |                    |     |   |        |        |        |        |        |  |  |
|  | 1/4 de finale           | 1/4 de finale | 1/4 de finale        | 1/4 de finale | 1/4 de finale      |     |   | 1/2 finale | 1/2 finale | 1/2 finale | 1/2 finale | 1/2 finale         |     |   | Finale | Finale | Finale | Finale | Finale |  |  |
|  |                         |               |                      |               |                    |     |   |            |            |            |            |                    |     |   |        |        |        |        |        |  |  |
|  |                         |               |                      |               |                    |     |   |            |            |            |            |                    |     |   |        |        |        |        |        |  |  |
|  | CSD Comunicaciones      | (1)           | 2                    | 3             |                    |     |   |            |            |            |            |                    |     |   |        |        |        |        |        |  |  |
|  | CSD Comunicaciones      | (1)           | 2                    | 3             |                    |     |   |            |            |            |            |                    |     |   |        |        |        |        |        |  |  |
|  | Deportivo Marquense     | (8)           | 2                    | 0             |                    |     |   |            |            |            |            |                    |     |   |        |        |        |        |        |  |  |
|  | Deportivo Marquense     | (8)           | 2                    | 0             | CSD Comunicaciones | (1) | 0 | 2          |            |            |            |                    |     |   |        |        |        |        |        |  |  |
|  |                         |               |                      |               |                    | (1) | 0 | 2          |            |            |            |                    |     |   |        |        |        |        |        |  |  |
|  |                         |               | Deportivo Malacateco | (6)           | 0                  | 1   |   |            |            |            |            |                    |     |   |        |        |        |        |        |  |  |
|  | Xelaju MC               | (3)           | Deportivo Malacateco | (6)           | 0                  | 1   | 0 | 3          |            |            |            |                    |     |   |        |        |        |        |        |  |  |
|  | Xelaju MC               | (3)           |                      |               |                    |     |   |            |            |            |            |                    |     |   |        |        |        |        |        |  |  |
|  | Deportivo Malacateco    | (6)           | 5                    | 0             |                    |     |   |            |            |            |            |                    |     |   |        |        |        |        |        |  |  |
|  | Deportivo Malacateco    | (6)           | 5                    | 0             |                    |     |   |            |            |            |            | CSD Comunicaciones | (1) | 3 | 1      |        |        |        |        |  |  |
|  |                         |               |                      |               |                    |     |   |            |            |            |            | CSD Comunicaciones | (1) | 3 | 1      |        |        |        |        |  |  |
|  |                         | CSD Municipal | (2)                  | 0             | 0                  |     |   |            |            |            |            |                    |     |   |        |        |        |        |        |  |  |
|  | CSD Municipal           | CSD Municipal | (2)                  | 0             | 0                  | (2) |   |            |            |            |            |                    |     |   |        |        |        |        |        |  |  |
|  | CSD Municipal           |               |                      |               |                    |     |   |            |            |            |            |                    |     |   |        |        |        |        |        |  |  |
|  | Deportivo Suchitepéquez | (7)           |                      |               |                    |     |   |            |            |            |            |                    |     |   |        |        |        |        |        |  |  |
|  | Deportivo Suchitepéquez | (7)           | CSD Municipal        | (2)           | 1                  | 3   |   |            |            |            |            |                    |     |   |        |        |        |        |        |  |  |
|  |                         |               |                      |               |                    | 3   |   |            |            |            |            |                    |     |   |        |        |        |        |        |  |  |
|  |                         |               | CD Heredia           | (4)           | 1                  | 2   |   |            |            |            |            |                    |     |   |        |        |        |        |        |  |  |
|  | CD Heredia              | (4)           | CD Heredia           | (4)           | 1                  | 2   | 1 | 5          |            |            |            |                    |     |   |        |        |        |        |        |  |  |
|  | CD Heredia              | (4)           |                      |               |                    |     | 1 | 5          |            |            |            |                    |     |   |        |        |        |        |        |  |  |
|  | Peñarol La Mesilla (en) | (5)           | 3                    | 1             |                    |     |   |            |            |            |            |                    |     |   |        |        |        |        |        |  |  |
|  | Peñarol La Mesilla (en) | (5)           | 3                    | 1             |                    |     |   |            |            |            |            |                    |     |   |        |        |        |        |        |  |  |

#### Quarts de finale
| Club               | Aller | Retour | Club                    | Commentaire                     |
| CD Heredia         | 1-3   | 5-1    | Peñarol La Mesilla (en) |                                 |
| Xelaju MC          | 0-5   | 3-0    | Deportivo Malacateco    |                                 |
| CSD Comunicaciones | 2-2   | 3-0    | Deportivo Marquense     |                                 |
| CSD Municipal      | 1-1   | 3-3    | Deportivo Suchitepéquez | Qualifié au classement général. |

#### Demi-finales
| Club               | Aller | Retour | Club                 | Commentaire |
| CSD Comunicaciones | 0-0   | 2-1    | Deportivo Malacateco |             |
| CSD Municipal      | 1-1   | 3-2    | CD Heredia           |             |

#### Finale
| Match aller | CSD Municipal | 0:3 | CSD Comunicaciones | Stade Mateo Flores |
|             |               |     | Buteurs inconnus   |                    |

| Match retour | CSD Comunicaciones | 1:0 | CSD Municipal | Stade Cementos Progreso |
|              | Buteur inconnu     |     |               |                         |

## Bilan du tournoi
| Tournoi d'ouverture du championnat de football du Guatemala 2012 |                                |
| Champion                                                         | CSD Comunicaciones (25e titre) |
| Dauphin                                                          | CSD Municipal                  |
| Qualifications continentales                                     |                                |
| Ligue des champions 2013-2014 (Phase de groupes)                 | CSD Comunicaciones             |

## Statistiques

### Buteurs
| Rang | Nom | Équipe | Buts |
| 1    | -   | -      | -    |
| 2    | -   | -      | -    |